# جاي مايكل بيرسون
جاي مايكل بيرسون هو رائد أعمال كندي، ولد في 1960 في لندن في كندا.